# Diaphanophyllum glaucescens
Diaphanophyllum glaucescens là một loài rêu trong họ Ditrichaceae. Loài này được Hedw. Lindb. mô tả khoa học đầu tiên năm 1863.